# لی ژسی
لی ژسی (انگلیسی: Li Zhesi؛ زادهٔ ۷ اوت ۱۹۹۵) ورزشکار ورزش شنا اهل چین است.